# 巴什噶爾國家公園
53°3′N 56°32′E / 53.050°N 56.533°E

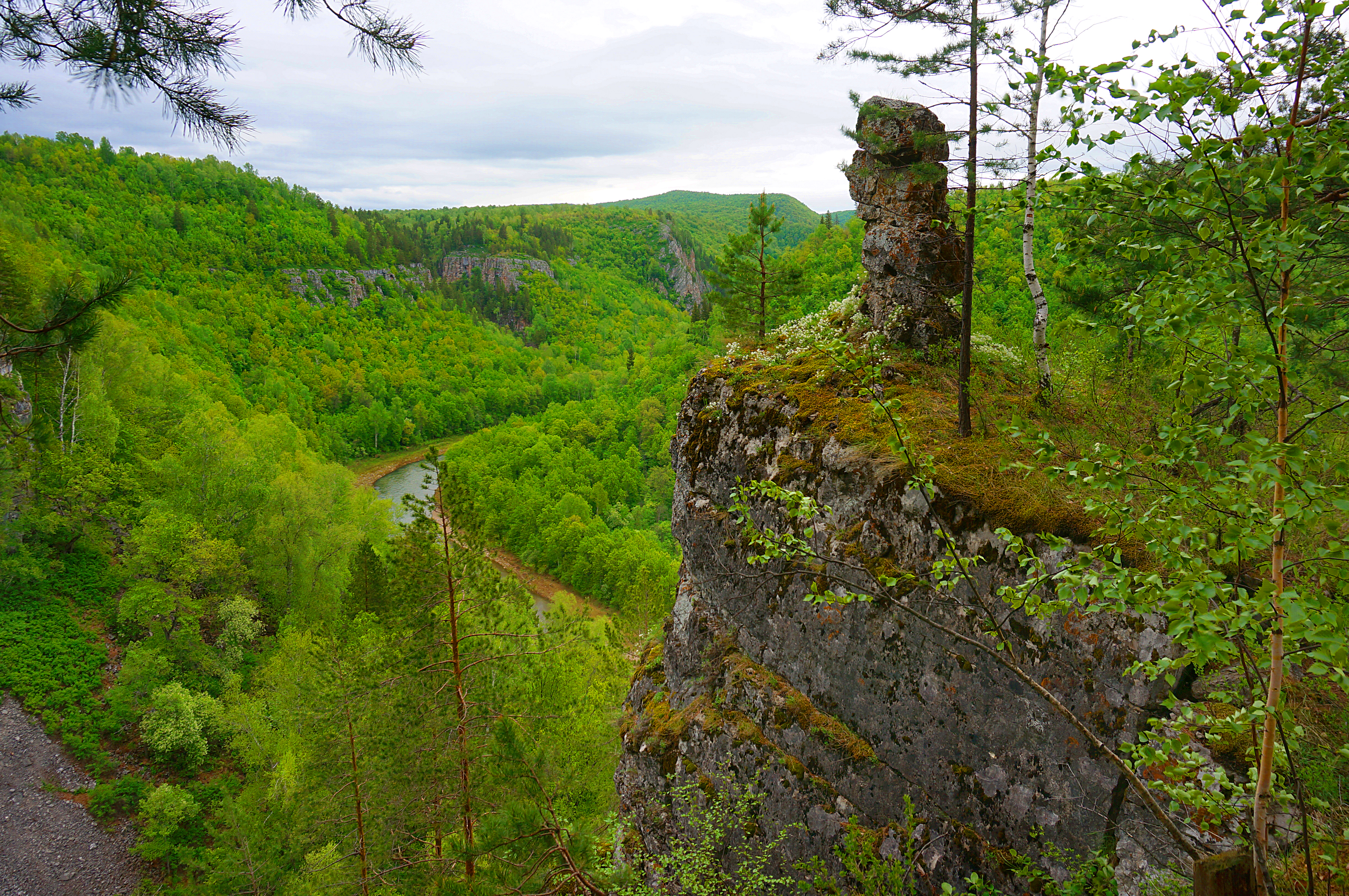

巴什噶爾國家公園是俄羅斯的國家公園，位於該國西南部巴什科爾托斯坦共和國，處於烏拉爾山脈南端，成立於1986年，面積920平方公里，受溫帶大陸性濕潤氣候影響。